# Litprom
Litprom e. V., Eigenschreibweise LitProm, war ein literarischer Verein, der sich von 1980 bis 2024 für die Verbreitung von belletristischer Literatur aus Afrika, Asien, Lateinamerika und der Arabischen Welt engagierte. Litprom wurde 1980 als Gesellschaft zur Förderung der Literatur aus Afrika, Asien und Lateinamerika e. V. gegründet. Vereinssitz war Frankfurt am Main. Mit der Auflösung des Vereins zum 31. Dezember 2024 gingen wesentliche Tätigkeitsbereiche von LitProm, wie etwa die Förderung literarischer Übersetzungen aus dem Globalen Süden, an die Frankfurter Buchmesse über.

## Leitbild
LitProm verstand sich im deutschsprachigen Raum als zentrale Anlaufstelle für die Förderung von Literaturen aus dem „globalen Süden“ und als Knotenpunkt internationaler Literaturkommunikation. Der Verein hatte das Ziel, Autoren, Leser und literarische Institutionen zusammenzubringen, und bot eine Plattform für literarische Begegnungen in Zeiten globalisierter Textzirkulation.

## Tätigkeit
Der eingetragene Verein wurde 1980 in Frankfurt am Main als Gesellschaft zur Förderung der Literatur aus Afrika, Asien und Lateinamerika e. V. von beruflich mit Literatur befassten Menschen, Entwicklungshilfeorganisationen und der Frankfurter Buchmesse gegründet. Anlass war der damaligen Messeschwerpunkt Subsahara-Afrika. LitProm förderte damit den Dialog zwischen den Kulturen durch Literatur. Die nicht gewinnorientierte Arbeit wurde vom Evangelischen Entwicklungsdienst, der Bundesregierung und der Frankfurter Buchmesse gefördert.
Weitere Arbeitsbereiche:
Förderung von Übersetzungen belletristischer Werke
Seit 1984 war Litprom Anlaufstelle für die Förderung von Übersetzungen belletristischer Werke aus Afrika, Asien und Lateinamerika ins Deutsche. Das Programm sollte den literarischen Kulturaustausch verstärken und die Veröffentlichung zeitgenössischer Literatur befördern. Es wurde aus Mitteln des Auswärtigen Amtes und des Schweizer SüdKulturFonds finanziert. Anträge konnten deutsche und schweizerische Verlage einreichen.
Herausgabe der LiteraturNachrichten und der Litprom-Bestenliste
Die LiteraturNachrichten Afrika – Asien – Lateinamerika erschienen bis 2016 als selbständige Zeitschrift. 2017 wurden die LiteraturNachrichten in eine vierseitige Beilage der Tageszeitung taz umgewandelt. Als solche erschien sie 2017 und 2018 vierteljährlich, von 2019 bis 2020 halbjährlich. Ende 2020 wurde die Publikation eingestellt.
Die Weltempfänger litprom-Bestenliste für Literaturübersetzung erschien ab 2008 viermal im Jahr. Die Jury aus Literaturkritikern, Schriftstellern und Kulturjournalisten kürte je sieben Titel und stellte ihre Auswahl in Kurztexten vor.
Veranstaltungen: Literaturtage u. a.
Jährlich im Januar fand das zweitägige Festival Literaturtage in Frankfurt statt. Es brachte Autoren aus aller Welt ins Gespräch über ein bestimmtes Thema, zuletzt unter anderem „Migration – Literaturen ohne festen Wohnsitz“. Litprom veranstaltete zudem regelmäßig Lesungen und zeichnete für das Programm des Weltempfangs auf der Frankfurter Buchmesse verantwortlich.
Der Andere Literaturklub (bis 2020)
Mitglieder dieses Literaturklubs erhielten viermal jährlich das Werk eines oder einer aus Afrika, Asien, Südamerika oder der Arabischen Welt stammenden Autoren, das oftmals zum ersten Mal ins Deutsche übersetzt worden war. Die nicht auf Gewinn ausgerichtete Initiative wurde in Kooperation mit artlink, Büro für Kulturkooperation ausgerichtet, die den Literaturklub seit 2021 in Eigenregie weiterführte.
Betreuung des Programms „Stadt der Zuflucht“
Ziel dieses internationalen Programms des International Cities of Refuge Network (ICORN) ist es, ausländischen Autoren, deren Arbeit gefährdet ist, für mindestens ein Jahr aufzunehmen und ihnen eine Wohnung sowie ein Stipendium zur Verfügung zu stellen. Die Autoren sollen ungehindert ihre Arbeit fortsetzen können und ins kulturelle Leben der jeweiligen Stadt eingebunden werden. Das Kulturamt der Stadt Frankfurt hatte das Projektmanagement des Programms an Litprom e. V. übertragen.
Literaturverzeichnis „QUELLEN“
Die Datenbank (bis 2006 als regelmäßig erscheinender Katalog, nach 2006 nur noch online) erhält mehr als 9.500 ins Deutsche übersetzte Titel von Schriftstellern aus Asien, Südamerika, Afrika und der Arabischen Welt. Sämtliche Werke lassen sich detailliert nach den Stichworten Autor, Titel, Region, Originalsprache, Übersetzer und weiteren recherchieren.

## LiBeraturpreis
Seit 2013 wurde durch LitProm der LiBeraturpreis vergeben und im Oktober auf der Frankfurter Buchmesse überreicht. Mit dem Preis wurden ausschließlich Autorinnen aus Afrika, Asien, Lateinamerika und der arabischen Welt ausgezeichnet. Der Preis wurde 1987 von der Initiative LiBeraturpreis e. V. ins Leben gerufen.

## Kontroverse über die Verleihung des LiBeraturpreises auf der Frankfurter Buchmesse 2023
2022 erschien die deutsche Übersetzung Eine Nebensache des arabischen Romans von 2017 Tafṣīl Ṯānawī der palästinensischen Schriftstellerin Adania Shibli, in dem sie – anknüpfend an eine wahre Begebenheit aus dem Jahr 1949 – im ersten Teil des zweigeteilten Texts die letzten zwei Tage im Leben eines palästinensischen Mädchens dokumentiert, das von israelischen Soldaten gefangen genommen, vergewaltigt und schließlich ermordet worden war. Der zweite Teil enthält die Erzählung einer Journalistin, die zu diesem Verbrechen recherchiert. Dabei ist die Nakba – die Zerstörung der palästinensischen Gesellschaft und Heimat im Jahr 1948 und die dauerhafte Vertreibung der Mehrheit der palästinensischen Araber – das verbindende Element der beiden Romanteile. Eine Nebensache erntete Nominierungen für den amerikanischen National Book Award sowie den britischen International Booker Prize und die Übersetzung von Günther Orth wurde mit dem LiBeraturpreis 2023 von Litprom ausgezeichnet.
Mehrere Journalisten, insbesondere Carsten Otte, warfen Shibli Nähe zu der umstrittenen Bewegung Boycott, Divestment and Sanctions (BDS) oder sogar deren Unterstützung vor; daraufhin forderte Shiblis deutscher Verleger eine Gegendarstellung zu Ottes Beitrag in der taz. Hintergrund der Vorwürfe war unter anderem, dass Shibli im September 2011 an einer Debatte des Schweizer Forums für Menschenrechte teilgenommen hatte, bei der auch eine BDS-Vertreterin mit auf dem Podium saß; es ging unter anderem darum, inwieweit das Schweizer Kulturfestival Culturescapes der israelischen Regierung eine Plattform für eine „Imagepolitur“ biete. 2009 hatte Shibli in der libanesischen Zeitung al-Akhbar einen Artikel über das Toronto International Film Festival veröffentlicht, das 2009 einen Schwerpunkt auf Tel Aviv gelegt hatte. Darin hatte sie laut einem Artikel von Julia Hubernagel in der taz mit drastischen Worten ihre Teilnahme abgelehnt und sich gewünscht, jemand möge etwas unternehmen, „um die israelische Teilnahme dort nicht friedlich über die Bühne gehen zu lassen“. Abschließend hatte sie mehrdeutige Andeutungen darüber gemacht, ein arabischer Künstler könne „explosives Kulturgut“ und „Sprengstoffe“ in das Festival einbringen.
Die Preisverleihung auf der Frankfurter Buchmesse war ursprünglich für den 20. Oktober 2023 angekündigt, wurde aber am 13. Oktober 2023 auf einen nicht genannten Zeitpunkt nach der Buchmesse verschoben. LitProm hatte zunächst erklärt, dass die Verleihung „aufgrund des Krieges, der von der Hamas begonnen wurde und unter dem Millionen Menschen in Israel und Palästina leiden“, verschoben worden sei; dies sei eine „gemeinsame“ Entscheidung mit der Autorin gewesen; Shibli erklärte allerdings, dass diese Entscheidung ohne ihr Einverständnis getroffen worden sei und dass sie die Gelegenheit der Verleihung genutzt hätte, um über die Rolle der Literatur in dieser grausamen und schmerzlichen Zeit zu reflektieren. Mehr als 600 Autoren, Verleger und Intellektuelle aus aller Welt, darunter Nobelpreisträger (Abdulrazak Gurnah, Annie Ernaux, Olga Tokarczuk) und Träger des Booker Prize (Anne Enright, Richard Flanagan, Ian McEwan), kritisierten die Frankfurter Buchmesse und forderten diese in einem offenen Brief auf, ihrer Verantwortung nachzukommen und Räume zu schaffen, in denen Schriftsteller sich mitteilen könnten, statt solche zu schließen. Die Messe solle für Stimmen aus Israel wie auch Palästina eintreten. Auch der PEN Berlin hatte bereits am 12. Oktober eine Pressemitteilung mit ähnlichen Argumenten und dem Ausdruck seiner Solidarität mit Shibli veröffentlicht.
Am 12. Oktober sprach sich die Literaturkritikerin und Feuilletonleiterin der Wochenzeitung Die Zeit, Iris Radisch, grundsätzlich für die Verleihung des LiBeraturpreises aus. Sie verwies dabei auf die internationale Anerkennung, die der Roman gefunden hatte, und dass er auch von der deutschen Literaturkritik „zu recht als ein literarisches Meisterwerk gefeiert“ werde. Dass ein literarisch hervorragender Roman einer palästinensischen Schriftstellerin nun mit den „aktuellen Massenmorden der Hamas“ in Verbindung gebracht werde, habe mit seriöser Literaturkritik nichts zu tun. In seinem Artikel vom 13. Oktober in der Frankfurter Allgemeinen Zeitung bezog sich der Literaturwissenschaftler und Journalist Paul Ingendaay auf ein Interview mit Shibli, das er bereits 2022 anlässlich der deutschen Veröffentlichung ihres Romans geführt hatte. Daraus zitiert Ingendaay Shiblis eigene Aussagen, denen zufolge sie sich als Schriftstellerin für die literarische Darstellung von Themen wie Kontrolle und Angst eines Menschen interessiert und damit Autorinnen und Lesenden ermöglicht hatte, auch verborgene Einsichten über sich selbst gewinnen. Zusammenfassend schrieb Ingendaay, dass Shibli jede Form von Nationalismus verurteile und sich dafür ausgesprochen habe, „den Schmerz anderer wahrzunehmen.“ Auf seine Fragen über Shiblis Identität als Palästinenserin schrieb Ingendaay weiterhin: „Auch im weiteren Gespräch hütete Shibli sich vor politischen, erst recht vor agitatorischen Aussagen. Stattdessen bestand sie darauf, den Roman ‚Eine Nebensache‘ – und allgemein das Schreiben von Fiktion – als Ort des Nachdenkens über Sprache, Orte und Identitäten zu würdigen, der immer von dem abhänge, der ihn gerade lese.“
Bei der Eröffnungsfeier der Buchmesse widersprach der Philosoph Slavoj Žižek der Entscheidung des Buchmessendirektors Juergen Boos, Shibli nicht auf der Buchmesse auszuzeichnen, was er für „skandalös“ hielt. Žižek sprach in seiner Rede zunächst Israel sein „Recht auf Selbstverteidigung“ zu, wies aber dann auch auf das Leid der im Gazastreifen lebenden Palästinenserinnen und Palästinenser hin. Während er dafür von der großen Mehrheit der Zuhörer Applaus erhielt, verließen mehrere anwesende Politiker – darunter der Antisemitismusbeauftragte der hessischen Landesregierung Uwe Becker (CDU) – unter Tumult den Saal.
Eine für den 18. Oktober angekündigte Veranstaltung mit dem Titel „Gruppe 2015: Neue syrische Literatur von hier“ wurde abgesagt, nachdem die Diskussionsteilnehmer aus Syrien Rasha Abbas und Mohammed al-Attar ihre Teilnahme zurückgezogen hatten. Sie sollten unter anderem darüber sprechen, was es bedeutet, „politisch engagierte Literatur von Berlin aus auf Arabisch zu schreiben.“ Abbas kommentierte ihre Absage mit den Worten: „Es ist besorgniserregend, dass ein so bedeutendes Kulturereignis wie die Frankfurter Buchmesse offenbar seine grundlegende Pflicht aufgegeben hat, ein Umfeld zu schaffen, das freie Meinungsäußerung und Debatte willkommen heißt.“ Die als Moderatorin vorgesehene Literaturagentin Sandra Hetzl meinte dazu: „Wenn ich in diesem Bereich arbeite, fühle ich mich in einem kranken Mechanismus der Konditionalität gefangen, in dem arabische Autoren ständigem Misstrauen und Kontrolle ausgesetzt sind. Sobald sie diesen Verdacht bestätigen, indem sie zum Beispiel auf eine Weise schreiben, die die deutschen Narrative in Frage stellt, werden sie für schuldig befunden.“